# Milano-Vignola 1965
La Milano-Vignola 1965, tredicesima edizione della corsa intitolata anche Gran Premio Ina-Circuito città di Vignola, si svolse il 22 agosto 1965, con partenza da Rogoredo ed arrivo a Vignola. La vittoria fu appannaggio dell'italiano Guido De Rosso, il quale completò la gara in 6h18'00", alla media di 37,300 km/h, precedendo i connazionali Michele Dancelli e Gianni Motta.

## Ordine d'arrivo (Top 10)
| Pos. | Corridore          | Squadra    | Tempo    |
| ---- | ------------------ | ---------- | -------- |
| 1    | Guido De Rosso     | Molteni    | 6h18'00" |
| 2    | Michele Dancelli   | Molteni    | a 3'18"  |
| 3    | Gianni Motta       | Molteni    | s.t.     |
| 4    | Aldo Pifferi       | Vittadello | s.t.     |
| 5    | Aldo Moser         | Maino      | s.t.     |
| 6    | Raffaele Marcoli   | Maino      | s.t.     |
| 7    | Domenico Meldolesi | Maino      | s.t.     |
| 8    | Franco Cribiori    | Ignis      | s.t.     |
| 9    | Luciano Armani     | Bianchi    | s.t.     |
| 10   | Giuseppe Grassi    | Filotex    | s.t.     |